# Johannes Letzner
Johannes Letzner (* 29. November 1531 in Hardegsen; † 16. Februar 1613 in Strodthagen) war ein evangelischer Pfarrer und niedersächsischer Landeshistoriker.

## Leben
Geboren als Sohn des Valentin Letzner und dessen Frau Anna Eckhardt, besuchte er zunächst die Schule seiner Heimatstadt. Nach weiteren Besuchen in höheren Schulanstalten in Gandersheim, Göttingen und Eisleben immatrikulierte er sich 1550 für kurze Zeit an der Universität Wittenberg. Über Bursfelde gelangte er 1551 nach Uslar, wo er eine Stelle als Kantor und Schulmeister übernahm. Danach folgten Pfarrstellen 1553 in Parensen, Münden, 1564 in Langenholtensen, 1583 in Lüthorst, 1589 in Iber und zuletzt in Strodthagen, wo er in den Ruhestand versetzt starb. Über seine Familie ist wenig bekannt. Durch einen Brief seines Vetters, des späteren Wolfenbüttler Konsistorialrats Heinrich Petreus, erfährt man von Frau und Kind. Sein Sohn Hans Letzner wurde 1602 zu Iber geboren und ließ sich später in der Geburtsstadt seines Vaters nieder. Dort bekleidete er das Amt des Stadtkämmerers. Nach Aufzeichnungen in einem Hardegser Kirchenbuch verstarb er am 19. März 1671. Zwei weitere Söhne Letzners waren zwischen 1667 und 1685 an der Stadtschule in Moringen beschäftigt. Ein Johannes Letzner war ab 1667 für einige Jahre sowie im Jahr 1685 Lehrer der zweiten Klasse.
Bedeutung erlangte er als Geschichtsschreiber des 16. Jahrhunderts Niedersachsens. Vor allem beschäftigte er sich umfangreich mit der Geschichte im Herzogtum Braunschweig-Lüneburg. Seine Forschungen erlangten zu seiner Zeit hohe Beachtung und spätere Historiker bezogen seine Ausführungen in ihre Forschungen ein. Heute sind seine Arbeiten in Teilen umstritten. Zwar verwendete er viele Archivalien seiner damaligen Zeit, jedoch erscheinen oft Details aus heutiger Forschungssicht zweifelhaft, auch wenn Letzner selbst angab, dass er mitunter das Manuskript seiner Dasselisch-Einbeckischen Chronika 1588 zur Begutachtung und Korrektur an den aus Dassel stammenden Pastor Hennichius nach Hamburg schickte und ähnlich auch mit seiner Arbeit über die Hildesheimer Stiftsfehde verfuhr. Gefördert wurde Letzner in seiner Geschichtsforschung vor allem von den beiden Herzögen Julius und Philipp II., die ihm Stellen übertrugen, welche es ihm erlaubten, seinen Forschungen nachzugehen. Von allen seinen Chroniken gilt die Große Braunschweig-Lüneburg-Göttingensche Chronika in 8 Bänden als sein Lebenswerk, an dem er 36 Jahre arbeitete.

## Schriften
- Chronica und historische Beschreibung des löblichen und weltberümbten keyserlichen freien Stiffts und Closters Walckenrieth
- Corbeische Chronica, Hamburg 1590 (Volltext)
- Dasselische und Einbeckische Chronica, Erfurt 1596 (Volltext)
- Hardessische Chronica
- Historia Caroli Magni. Des Grossmechtigsten, Christlichen Roemischen und ersten Teutschen Keysers … Taten., Gedruckt zu Hildeßheim durch Andream Hantzsch, 1603[1] (Volltext)
- Stammbuch oder Chronik Des Uralten Adelichen und Gedenkwürdigen Geschlechts Der „von Berlepsch“, 1594
- Chronica und historische Beschreibung des Lebens, der Hendel und Thaten des … teutschen Röm. Keys. Lodowici Pii und des Keyserlichen freien Stiffts Corbei, Hildesheim 1604 (Volltext)
- Beschreibung des im Wolffenbüttelschen Herzogthum gelegene Keyserl. Stifftes Königs-Lutter. Samt Henr. Meibomii Bericht von der Comthurey zu Süpplingburg. Wolfenbüttel 1715 (Volltext)
- zusammen mit Heinrich Bünting: Braunschweig-Lüneburgische Chronica, oder: Historische Beschreibung der Durchlauchtigsten Herzogen zu Braunschweig und Lüneburg, wie dieselben anfänglich aus den Fürstlichen Häusern Este und Sachsen ihren Ursprung genommen. Neuauflage Braunschweig 1722 (Volltext)

## Ehrungen
Seine Geburtsstadt Hardegsen benannte die Letznerstraße nach ihm.